# جيمس هوبر (مدير فني)
جيمس هوبر (بالإنجليزية: James Hopper)‏ هو مدير فني أمريكي، ولد في 23 يوليو 1876 في باريس في فرنسا، وتوفي في 28 أغسطس 1956.